# Joachim Schubart
Joachim Schubart (né le 5 août 1928 à Berlin) est un astronome allemand.

## Travail scientifique
Il découvre, en 1960, les astéroïdes (2000) Herschel à Sonneberg, et (4724) Brocken à Tautenburg, avec Cuno Hoffmeister.

## Hommage
- L'astéroïde de la ceinture principale, (1911) Schubart, découvert en 1973 par Paul Wild, a été nommé en hommage à sa carrière scientifique.